# Ahmed El Midaoui
« Le Maroc élu président de l`association des institutions supérieures de contrôle des finances francophones », sur www.maparchives.ma (consulté le 5 décembre 2023)

Ahmed El Midaoui (né le 18 juin 1948  à Oulad Amrane (province de Taounate)) est un homme politique marocain. Il est notamment le président de la Cour des comptes du Maroc de 2003 à 2012.

## Biographie
Au début de sa carrière, Ahmed El Midaoui  cumule les postes, il est ainsi inspecteur des finances en 1971, et ,en 1974  contrôleur financier de l’État auprès de plusieurs entreprises et établissements publics puis chef de service des activités industrielles et agro-industrielles.
Il devient consultant en matière d'entreprises publiques et de finances publiques auprès de plusieurs organisations internationales.
En 1980, il décroche un doctorat d’État en droit de l’université de Paris.
Il travaille ensuite comme professeur à la faculté des Sciences économiques et sociales de Rabat, à l’École nationale d’administration publique ainsi qu’à l’école de perfectionnement des cadres du ministère de l’Intérieur à Kénitra.
En 2002, il est conférencier au programme des leaders du développement à l’université Harvard aux États-Unis d’Amérique.

### Carrière politique
Le 16 janvier 1987, il devient gouverneur de la préfecture de Mohammedia-Zenata.
Le 20 août 1992, il devient gouverneur de la province de Tanger,.
En 1993, il devient directeur général de la Sûreté nationale.
En 1999, il est nommé ministre de l'Intérieur dans le gouvernement Abderrahman el-Youssoufi jusqu'en 2001 où il est nommé conseiller du roi Mohammed VI,.
En février 2003, il est nommé Premier président de la Cour des comptes. Poste qu'il occupe jusqu"en 2012 avant d'être remplacé par Driss Jettou. Il est aussi président du groupe francophone et conférencier au Symposium organisé par l'ONU et l’Organisation internationale des institutions supérieures de contrôle des finances publiques (INTOSAI) sur l'indépendance des institutions suprêmes d’audit.
De 2003 à 2004, il est le président du Conseil exécutif de l’Organisation arabe des institutions supérieures de contrôle des finances francophones (ARABOSAI) avant d' en être nommé premier vice-président en 2005.
Depuis octobre 2004, il est premier vice-président du XVIIIe congrès de l'INTOSAI.
Il est ou fut également président de l'Association des institutions supérieures de contrôle des finances publiques ayant en commun l’usage du français (AISCCUF), président d'honneur de cette association, et Président de la commission de renforcement des capacités institutionnelles dans le cadre de la mise en œuvre du plan stratégique de 2005 à 2010 de l'INTOSAI.

## Œuvres
- En 1981 : Les Entreprises publiques au Maroc et leur participation au développement[12].